# Miss Haití
Miss Haití (en francés: Miss Haïti) es un concurso de belleza nacional en Haití. Se encarga de seleccionar a la representante del país para el concurso Miss Universo.

## Ganadoras
: Declarada como ganadora
     : Terminó como finalista
     : Terminó como una de las semifinalistas o cuartofinalistas
     : Terminó como ganadora de premios especiales
| Año                           | Comuna          | Miss Haití            | Posición en Miss Universo | Premios especiales | Notas |
| ----------------------------- | --------------- | --------------------- | ------------------------- | ------------------ | --- |
| No compite desde 2023         |                 |                       |                           |                    | |
| 2022                          | Puerto Príncipe | Mideline Phelizor     | Top 16                    |                    | |
| 2021                          | Cabo Haitiano   | Pascale Bélony        | No clasificó              |                    | |
| 2020                          | Aquin           | Eden Berandoive       | No clasificó              |                    | Designada: debido al impacto de la pandemia de COVID-19, la finalista Top 5 de 2019 coronada como Miss Haití 2020. |
| 2019                          | Pétion-Ville    | Gabriela Vallejo      | No clasificó              |                    | |
| 2018                          | Puerto Príncipe | Samantha Colas        | No clasificó              |                    | |
| 2017                          | Puerto Príncipe | Cassandra Chéry       | No clasificó              |                    | |
| 2016                          | Puerto Príncipe | Raquel Pélissier      | Primera finalista         |                    | Dirección de Chris Puesan.                                                                                         |
| 2015                          | Puerto Príncipe | Lisa Drouillard       | No clasificó              |                    | |
| 2014                          | Puerto Príncipe | Christie Désir        | No clasificó              |                    | |
| 2013                          | Puerto Príncipe | Mondiana Pierre       | No clasificó              |                    | |
| 2012                          | Pétion-Ville    | Christela Jacques     | No clasificó              |                    | |
| 2011                          | Puerto Príncipe | Anedie Azael          | No clasificó              |                    | |
| 2010                          | Puerto Príncipe | Sarodj Bertin         | No clasificó              |                    | |
| No compitió entre 1990 y 2009 |                 |                       |                           |                    | |
| 1989                          | Puerto Príncipe | Glaphyra Jean-Louis   | No clasificó              |                    | |
| No compitió entre 1986 y 1988 |                 |                       |                           |                    | |
| 1985                          | Puerto Príncipe | Arielle Jeanty        | No clasificó              |                    | |
| No compitió entre 1978 y 1984 |                 |                       |                           |                    | |
| 1977                          | Puerto Príncipe | Françoise Elie        | No clasificó              |                    | |
| 1976                          | No compitió     | No compitió           | No compitió               | No compitió        | No compitió |
| 1975                          | Puerto Príncipe | Gerthie David         | Primera finalista         |                    | |
| No compitió entre 1969 y 1974 |                 |                       |                           |                    | |
| 1968                          | Puerto Príncipe | Claudie Paquin        | No clasificó              |                    | |
| No compitió entre 1963 y 1967 |                 |                       |                           |                    | |
| 1962                          | Puerto Príncipe | Evelyn Miot           | Top 15                    |                    | |
| 1961                          | Puerto Príncipe | Edna Delinois         | No compitió               | No compitió        | No compitió |
| 1960                          | Puerto Príncipe | Claudinette Fourchard | No compitió               | No compitió        | No compitió |